# SMS Prinz Eugen

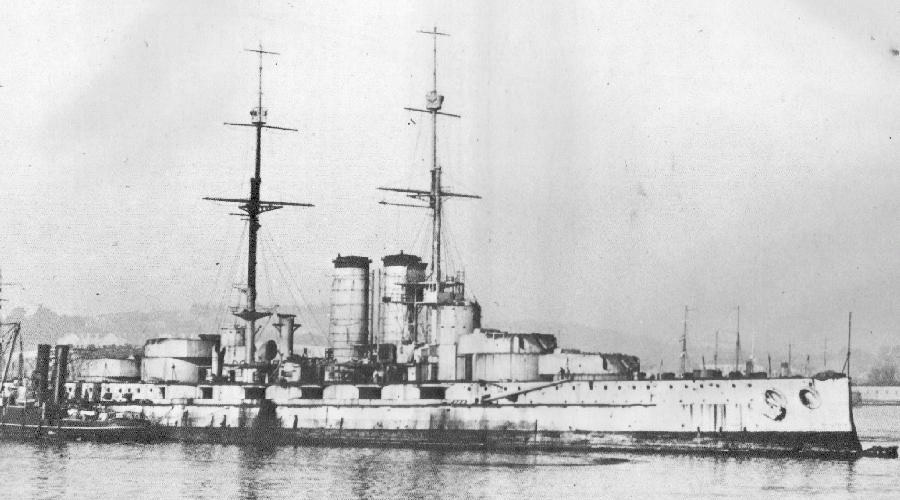
SMS Prinz Eugen

SMS Prinz Eugen a fost un vas de război al marinei imperiale austro-ungare, din clasa Viribus Unitis, construit în Triest și lăsat la apă pe 30 noiembrie 1912. A purtat numele prințului Eugen de Savoia. Echipajul era format din 32 de ofițeri, 16 subofițeri și 993 de militari. După Primul Război Mondial a fost ocupat de Franța ca pradă de război, spoliat și scufundat pe 28 iulie 1922 de vasele militare France, Jean Bart, Paris și Bretagne.